# Place du Marché de Lublin
La place du marché (en polonais : Rynek) est la place centrale du centre historique de la ville polonaise de Lublin. 

## Description
Au milieu de la place se trouve un magnifique bâtiment construit en 1389 et reconstruit en 1781 dans un style néoclassique, qui a d'abord servi d'hôtel de ville et plus tard de cour de la couronne. Autour de la place du marché, de nombreuses maisons Renaissance sont classées monuments culturels. Le guide de voyage DuMont décrit l'ancienne demeure (au 2) de l'écrivain et poète polonais Sebastian Fabian Klonowic et la maison Konopniców (au 12) ornée d'une frise Renaissance comme l'une des « plus belles maisons de la place ».  La maison de la famille Lubomelski (au 8) dans le style de la Renaissance polonaise a également été mise en valeur par ViaMichelin.
D'autres édifices sont les maisons natales de l'acteur de théâtre Aleksander Zelwerowicz (au 3) et des compositeurs Henryk Wieniawski et Józef Wieniawski (au 17) ainsi que les maisons numéro 4, 5, 6, 7, 9, 10, 14, 17 et 18. 

## Autres
Dans l'ensemble, la reconstruction après la Seconde Guerre mondiale a donné lieu à « plus » de splendeur de la Renaissance que Lublin n'en avait avant la guerre ».
L'ancienne mairie est également le point de rencontre de la « Route souterraine », une visite d'environ 45 minutes qui se déroule à plus de 200 mètres en contrebas de la vieille ville. 